# Hedvig Wegelin med döttrar
Hedvig Wegelin med döttrar är en målning av Carl Fredrik von Breda på Nationalmuseum i Stockholm. Den är målad med olja på duk. Målningen är 198 x 134 cm. Målningen föreställer Hedvig Wegelin, gift Tersmeden, med döttrarna Hedvig och Maria.

## Motivet
Hedvig Wegelin (1766–1842), gift Tersmeden, som alltså är den vuxna personen på bilden, var dotter till brukspatronen och grosshandlaren Johan Wegelin, inkommen från Riga, och Hedvig Schméer. Hon gifte sig den 18 december 1783 med brukspatronen Jacob Niclas Tersmeden med vilken hon fick fyra barn, däribland två döttrar, nämligen Hedvig Tersmeden (1790–1868), gift med majoren Gustaf Adolf af Flodin, och Maria Tersmeden (1792–1869), gift med brukspatronen Jakob Gahn. Den äldste sonen Jakob Johan Tersmeden (1785-1858) var generaladjutant och den yngre sonen Carl Reinhold Tersmeden (1789-1855) var ryttmästare. Modern Hedvig Wegelin avled på Käggleholm den 18 augusti 1842.